# Sathodrilus okaloosae
Sathodrilus okaloosae är en ringmaskart som beskrevs av Holt 1973. Sathodrilus okaloosae ingår i släktet Sathodrilus och familjen Cambarincolidae. Inga underarter finns listade i Catalogue of Life.